# Standish (Michigan)
Pour les articles homonymes, voir Standish.
Standish est une ville située dans l’État américain du Michigan. Elle est le siège du comté d'Arenac. En 2000, sa population était de 1 581 habitants.